# Historia de un soldado (película de 1984)
Historia de un soldado (título original: A Soldier´s Story),  es una película estadounidense de género drama estrenada en 1984 y dirigida por Norman Jewison con adaptación de Charles Fuller basada en "Juego de un soldado", ganador del Premio Pulitzer.
La historia se basa en un oficial negro que es enviado a investigar el asesinato de un sargento en Louisiana cerca del final de la Segunda Guerra Mundial. Es una historia sobre el racismo en un regimiento segregado del Ejército de los Estados Unidos. 
La película se mostró por primera vez en el Festival Internacional de Cine de Toronto. Ganó el New York Drama Critics Award, el Outer Critics Circle Award, el Theatre Club Award y tres Village Voice Obie Awards. Ganó el Premio de Oro en el 14º Festival Internacional de Cine de Moscú. También fue candidato a tres Premios Oscar : Mejor película, Actor de reparto (Adolph Caesar) y Adaptación de guion (Fuller).

## Sinopsis
Segunda Guerra Mundial (1939-1945). En el año 1944, un sargento negro es asesinado en una carretera solitaria cerca de la base militar de Louisiana. Debido a la presión ejercida por las autoridades y por la opinión pública el ejército envía al capitán Davenport, un abogado también de raza negra, para que se encargue de la investigación.

## Reparto
- Howard E. Rollins Jr.: Capt. Davenport
- Adolph Caesar: el Sargento Waters.
- Art Evans: Wilkie.
- David Alan Grier: Cobb.
- David Harris: Smalls.
- Dennis Lipscomb: el Capitán Taylor.
- Larry Riley: C.J. Memphis
- Robert Townsend: el Capitán Ellis.
- Denzel Washington: Peterson.
- William Allen Young: Henson.
- John Hancock: el Sargento Washington.
- Patti LaBelle: Mary.
- Trey Wilson: Nivens.
- Wings Hauser: Byrd.

## Producción
Jewison y muchos de los miembros del elenco trabajaron a escala o menos con un presupuesto ajustado con Columbia Pictures.. "Nadie realmente quería hacer esta película ... una historia negra, estaba basada en la Segunda Guerra Mundial., y esos temas no eran populares en la taquilla", según Jewison. Warner Bros. lo rechazó, al igual que Universal. y Metro-Goldwyn-Mayer. Frank Price, de Columbia, leyó el guion y estaba profundamente interesado, pero el estudio dudaba de su valor comercial, por lo que Jewison se ofreció a hacer la película por un presupuesto de 5 millones de dólares y sin salario. Cuando el Gremio de Directores de América insistió en que debía tener una tarifa, acordó tomar la cantidad más baja posible. La película terminó recaudando $ 22.1 millones.

## Recepción
La película tiene una calificación del 90% en Rotten Tomatoes de una muestra de 20 críticos.

### Reconocimiento
- 1984: Premios Oscar: 3 Nom. a Mejor película, actor sec. (Adolph Caesar), guion adaptado.
- 1984: Globos de Oro: 3 candidaturas, incluyendo Mejor película drama.
- 1984: Sindicato de Directores (DGA): Candidata a Mejor director.
- 1984: Sindicato de Guionistas (WGA): Candidata a Mejor guion adaptado.
- 1984: Asociación de Críticos de Los Ángeles: Mejor actor secundario (Caesar).[3]